# Рэкетир (фильм)
«Рэкетир» — казахстанский художественный фильм 2007 года, снятый режиссёром Аканом Сатаевым в жанре криминальной драмы.

## Сюжет
Это биографическая история о жизни молодого человека Саяна Беккаримова, который сам комментирует происходящее на протяжении всего фильма от первого лица.
Фильм начинается с рассказа Саяна о своей жизни с момента рождения. Саян Беккаримов родился в 1970 году в Алма-Ате в семье советских интеллигентов. В 12 лет по настоянию отца Саян начал посещать секцию бокса, постепенно он добивался успехов, став чемпионом Казахской ССР. Провалившись на вступительных экзаменах в Казахский государственный университет, Саян попадает в армию. Однако после службы в 1991 году ему удаётся поступить в технический университет. После распада СССР его родители потеряли работу и социальный статус, мать была вынуждена торговать на улице, семья испытывала трудности. Тем не менее Саян продолжал занятия боксом. Вскоре он, бросив учёбу в техническом университете, принял предложение вступить в местную преступную группировку, занимавшуюся в основном поборами денег с коммерсантов.
Преступная группировка, которой руководит Руслан, занимается вымогательством, рэкетом, и защитой (зачастую навязанной силой) бизнесменов от других преступников («крышевание»), получением денег с должников, грабежами, организацией «игр в напёрстки» и прочими криминальными деяниями.

## В ролях
| Актёр                | Роль              |
| -------------------- | ----------------- |
| Саят Исембаев        | Саян Беккаримов   |
| Мурат Бисембин       | Руслан            |
| Асель Сагатова       | Асель             |
| Сакен Аминов         | Аман              |
| Жанат Байжанбаев     | Жан               |
| Ментай Утепбергенов  | Маке партнёр Жана |
| Владимир Вдовиченков | Володя            |
| Болат Калымбетов     | Абу               |

## Саундтрек
1. «Умеешь? Делай!» — Миша Маваши
2. «Был пацан» — Лесоповал
3. «Sometimes» — My Bloody Valentine
4. «Владимирский централ» — Михаил Круг
5. «Пили Водочку» — Александр Дюмин
6. «Джазовая тема» — Миша Маваши
7. «Кореш» — Мафик
8. «Кент» — Мафик
9. «Братуха» — Мафик
10. «А мы вчера на Южном Буге пили водочку» — Анатолий Корж
11. «Базара нет» — Сергей Грубов
12. «Piggybank» — 50 Cent
13. «Dream Machine» — Tesla Boy
14. «Руслан, братан!» — Various Artists
15. «Без сна» — Metiss
16. «Джулия» — А-Студио
17. «Лети» — Парвиз Назаров

## Производство
В одном из интервью актёр Жан Байжанбаев выразил признательность режиссёру фильма Акану Сатаеву за то, что тот пригласил его на съёмки совершенно без проб.
Однако в интервью журналу L'Officiel Байжанбаев рассказывал, что во время кастинга фильма «Рэкетир», куда он попал со своим племянником, пробовавшимся на главную роль, он встретил знакомую, работавшую ассистентом режиссёра, которая уговорила его пройти пробы. По словам актёра, он согласился, и через два дня был единогласно утверждён организаторами картины на роль Серика с единственной ремаркой, чтобы актёр согласился отдать своему персонажу собственное имя — Жан.
Ограничения бюджета фильма отразились на выборе техники, использовавшейся при съёмках фильма — автомобиль Lexus LX470 принадлежал самому режиссёру, Mercedes-Benz W140 был предоставлен его другом, а малиново-красный Pontiac Firebird, из которого выходит один из героев, будучи не на ходу, был привезён на съёмки на эвакуаторе.
Для большей достоверности съёмочная группа скрупулёзно проверяла все появляющиеся на экране бренды на предмет года их появления на рынке Казахстана.

## Кассовые сборы
Несмотря на ходовую тематику фильм в Казахстане едва окупил себя. При бюджете 800 000  долларов США, он принёс около 1 200 000 долларов. Однако для скромного по кинематографическим меркам прокатного рынка Казахстана и многолетнего простоя в кинематографе фильм считается прорывным.

## Продолжение
В 2009 году вышел шестисерийный телесериал Братья (Ағайындылар) режиссёра фильма Акана Сатаева. В двух сценах эпизодически появляются Саян (Саят Исембаев) и Руслан (Мурат Бисембин). Жан (актер Жанат Байжанбаев) является одним из важных героев сериала. По ходу действия сериала Жан умирает от сердечного приступа. Образы Жана в фильме «Рэкетир» и в сериале кардинально отличаются. В сериале Жан гораздо более спокойный по характеру. В одном из интервью режиссёр говорил, что телесериал не является продолжением фильма «Рэкетир». Телесериал сняли в селе Енбекшиказах, в 60 километрах от города Алма-Аты. К съёмкам готовились год, а сняли за 5-6 месяцев. Съёмочная группа сохранила тот состав который был в фильме «Рэкетир», только изменился композитор и художник-постановщик. Телесериал увидели телезрители таких стран как Россия, Китай и Монголия.
В 2015 году вышел фильм «Рэкетир 2»,а в 2025 году вышел фильм «Рэкетир ІІІ. Новые времена».